# Ziębia Kopa
Ziębia Kopa (cz. Vysoká, niem. Finkenkoppe) – wzgórze w czeskiej części Gór Opawskich, w Sudetach Wschodnich, o wysokości 451 m n.p.m. Położone na południe od Prudnika i granicy polsko-czeskiej, we wschodniej części Lasu Prudnickiego, koło wsi Bartultovice i Vysoká.

## Nazwa
W języku niemieckim góra nazywana była Finkenkoppe (Ziębia Kopa), lub rzadziej Hoffekuppe (Wysoka Kopa). Czeska nazwa – Vysoká – pochodzi od wsi u jej podnóża.

## Geografia
Wzniesienie częściowo porośnięte jest lasem. Wschodnie i północno-wschodnie, strome i rozległe stoki wykorzystywane sa jako pastwiska. Roztacza się z nich widok m.in. na masyw Lipowca, Trzebinę, Opole, Prudnik, Las Prudnicki i masyw Biskupiej Kopy.

## Historia
W 1932 na szczycie Ziębiej Kopy powstało schronisko, chętnie odwiedzane przez mieszkańców Prudnika. Prawdopodobnie przestało istnieć podczas II wojny światowej, zachowały się po nim tylko ruiny. Pod górą prowadził żółto-czerwony szlak turystyczny z Dębowca do Bartultovic wzdłuż granicy państwa przez Ziębią Dolinę.